# Sant Gervasi de Cassoles

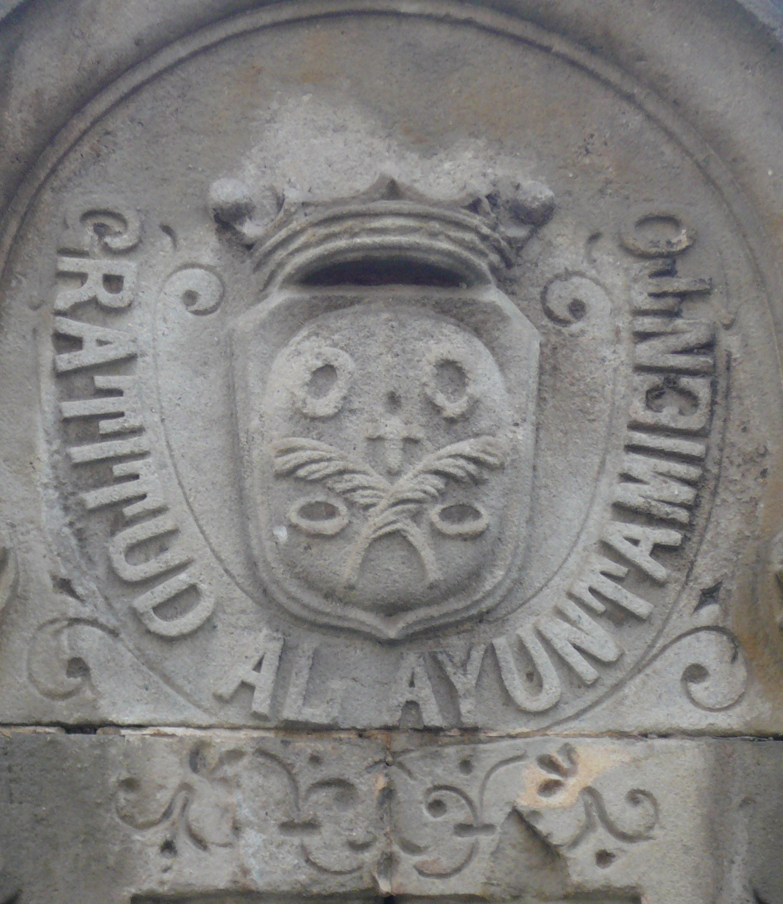
Wapen van Sant Gervasi bij de fontein op het plein plaça de Molina.

Sant Gervasi de Cassoles is een voormalige gemeente in Catalonië die in 1897 bij de Catalaanse hoofdstad Barcelona gevoegd werd. De wijk ligt in het noordwesten van de stad.
De gemeente gaat terug op een kerkdorp dat voor de eerste keer in 987 schriftelijk vermeld werd. De kerk was toegewijd aan de tweelingen Gervasius en Protasius. Cassoles zou een vervorming zijn van het Catalaans Cases soles of alleenstaande huizen. Het haardstedenregister uit 1359 telt zeven huizen en een steenbakkerij. Het dorp had maar een kleine kern rond de huidige kerk aan de huidige Carrer de Sant Gervasi de Cassoles maar in 1789 lagen de meeste huizen verspreid tussen de bossen, velden en wijngaarden.
De kerk staat nog steeds op oorspronkelijke plaats maar heeft in de achttiende eeuw een extra patroonheilige gekregen: Onze-Lieve-Vrouw van de Gelukzakken (Afortunats) of van Bonanova, naar wie ook het in 1952 geopende metrostation La Bonanova genoemd werd.

## Geboren in Sant Gervasi
- Gonçal Cortada i Carreras (1852-1913), advokaat en rechter
- Joan Brossa i Cuervo (1919-1998), dichter
- Mercè Rodoreda i Gurguí (1908-1983)n schrijfster